# Vladimir Becić
Vladimir Becić (Bród, 1886. június 1. – Zágráb, 1954. május 24.) horvát festőművész, akadémikus. A modern horvát festészet egyik vezető művésze.

## Élete
Apja, Dragutin Becić bíró volt, később a Báni Ítélőszék tanácsosa. Anyja Gizela Predojevic volt. Általános iskolába Novi Vinodolban, gimnáziumba Budapesten és Eszéken járt, ahol 1904-ben érettségizett. Már középiskolás korában festett és segítette eszéki rajztanárát, Dimitrije Markovićot. Ezután beiratkozott a Zágrábi Egyetem Jogi Karára. Jogi tanulmányai mellett Menci Klement Crnčić és Bela Čikoš Sesija magánfestőiskolájában tanult festészetet Zágrábban. 1905-ben Heinrich Knirrnél tanult Münchenben, majd 1906-tól az Akademie der Bildenden Künstén folytatta tanulmányait.
Hugo Habermann osztályában Josip Račić és Miroslav Kraljević mellett önálló festészeti stílusával (Die kroatische Schule) tűnt ki. 1909-ben Párizsban beiratkozott az Académie de la grande Chaumière-re, és a „Le Rire” folyóiratba készített rajzokat, valamint az első világháborúban a szaloniki csatatéren a „L'Illustration” háborús tudósítójaként és rajzolójaként dolgozott.
A háború után 1919-től 1923-ig a Szarajevó melletti Blažujban élt, majd Zágrábba ment. Önállóan állított ki Zágrábban (először 1910-ben), részt vett a Tavaszi Szalon kiállításain és nemzetközi kiállításokon Rómában (1911), Genfben (1921) és Velencében (1938). Zágrábban a Iparművészeti Főiskolán (1924-től) és a Képzőművészeti Akadémián (1947-ig) tanított. Ljubo Babić-tyal és Jerolim Mišoval együtt megalapította a Hármak Csoportját (1930). 1929-ben a Jugoszláv Tudományos és Művészeti Akadémia (JAZU) levelező tagjává, 1934-ben rendes tagjává választották. Élete utolsó két évében betegsége miatt már nem festett.

## Munkássága
Legkorábbi munkái a müncheni tanulmányok idejéből (Akt a tükör előtt, 1906; Lány az asztalnál 1907; Kraljević festő portréja, 1908; Csendélet, 1909) származnak. Račić és Kraljević műveivel a modern horvát festők körét alkotják. Műveiben hagyomány és modern művészet jellemzői, kortárs müncheni akadémizmus, Leibl sajátos realizmusa, valamint Goya és Velázquez festészetének összegzése tükröződik. Később Cézanne-hoz közeledett, majd a motívumok és terjedelmes formák hangsúlyos geometriai strukturálásával, amint azt Becić eszéki munkái (Klasija, 1911) és a korai Blažuj-időszak (Önarckép, Igman, 1920.) mutatják neoklasszicizmusának korába lépett. Ezután alakokat (Akt a természetben, Kaszás), hangsúlyos portrékat (Hit és béke), és geometrikusan felépített tájképeket (Hegyi táj, 1923) kezdett festeni. A harmincas években világosabb palettával festett, fokozva a színkontrasztokat és festményi sajátosságait (Bosnyák táj, Šibenik, Halász, Fiú kukoricával, Feleségem portréja). A háború éveiben gyakran készített csendéleteket, portrékat.

## Fő művei
- Guslac, 1906.
- Studija Akta (Akttanulmány), 1906.
- Ženski Akt pred ogledalom (Női akt a tükör előtt), 1906.
- Hrast (Tölgy), 1907.
- Akt djevojcica kod stola (Lányakt az asztalnál), 1907.
- Ženski akt s novinama (Női akt újsággal), 1907.
- Akt pred ogledalom (Akt a tükör előtt) 1908.
- Djevojčica s lutkom (Kislány babával), 1908.
- Portret Miroslava Kraljevića (Miroslav Kraljević portréja) 1908.
- Autoportret sa polucilindrom (Önarckép kalappal), 1908.
- Mrtva Priroda (Csendélet), 1909.
- Lubenice (Görögdinnyék), 1911.
- Planinski pejzaž s potokom (Hegyes tájkép patakkal), 1923.
- Vera, 1926.
- Saljanka (Parasztasszony), 1926.
- Ribar (Halász), 1932.
- Djevojka s cvijecem (Kislány virággal), 1933.
- Male sjenokoše (Kis szénaboglyák), 1934.
- Dječak s kukuruzom (Fiú kukoricával), 1935.
- Rakovi (Rákok), 1936.
- Ragotin, 1937.
- Tovarenje ugljena (Szénrakodás), 1938
- Samoborski pejsaž (Szamobori tájkép), 1941.